# Kênh nhị phân đối xứng
Trong lý thuyết mã hóa (coding theory), Kênh nhị phân đối xứng (tiếng Anh: binary symmetric channel, viết tắt là BSC), là một mô hình lý tưởng của một kênh truyền thông truyền tín bit qua lại. Trong kênh nhị phân đối xứng, xác suất (probability) của một con số 1 trở thành số 0, hay một con số 0 trở thành số 1 là tương tự như nhau (đối xứng là như vậy). Vì số 1 và 0 có thể được đại diện bởi nhiều hình thức khác nhau (có xung điện (pulse) hoặc không có xung điện chẳng hạn), trên thực tế, giả định này thường không có giá trị. Tuy nhiên giả định giúp cho việc phân tích trở nên dễ dàng hơn.
Theo phương pháp chính quy, giả thử p < ½ là xác suất lỗi xảy ra trong truyền dẫn. Xác suất của một bit truyền qua Kênh nhị phân đối xứng được thu nhận chính xác là (1−p), không kể loại bit nào được truyền (0 hoặc 1). Nếu ta cho rằng phần nhận (receiver) bên kia đầu dây biết p, thì ta có thể cho rằng {\displaystyle p\leq 1/2}, mà không sợ mất chính xác vì tính tổng quát (without loss of generality) của nó, vì nếu không, chúng ta có thể chỉ cần hoán vị ký hiệu nhận được (0 thành 1 hoặc ngược lại), tạo xác suất sai số bằng {\displaystyle 1-p<1/2}. Vấn đề này còn trở nên tế nhị hơn nữa nếu đầu nhận hoàn toàn không biết p là gì.